# 皮特肯語
皮特肯語（英語：Pitkern），又称皮特凯恩-诺福克语（Pitcairn-Norfolk）、皮特凯恩语（Pitcairnese），是一種基於18世紀的英語和大溪地語的一種克里奧爾語。這種語言是皮特凱恩島的主要語言，其使用者少於一百人，然與之相近的諾福克語有較多的使用者。雖皮特肯語和諾福克語的通行區皆為太平洋的島嶼，然某些語言學家卻將之分類為大西洋克里奧爾語。

## 歷史
在邦蒂號之變（Mutiny on the Bounty，即電影《叛艦喋血記》背後的歷史事件）發生後，這些英國籍的叛變船員來到了大溪地，並帶走了十二名女性、六名男性的大溪地人，之後這些叛變者和被帶走的大溪地人一同來到了偏遠的皮特凯恩群岛，並在當地落地生根。這些被帶走的大溪地人懂的英語很少，而邦蒂號叛變者所懂的大溪地語更少，然因其居住地幾與世隔絕且必須學會和彼此溝通之故，因此隨著時間經過，一種混合了簡化的英語和大溪地語單詞與句型的語言便成形了。
皮特肯語受不同英語方言與叛變水手口音的影響。那些叛變者中，有人是來自西印度群島地區、並說著加勒比海非標準語(Patois)的，除此之外，有一人是來自路易斯島的蘇格蘭人或蓋爾人，同時叛變者中至少有一人是受過教育的，那人就是事件的領袖夫萊哲‧克利斯敦(Fletcher Christian)，在當時，受過教育的人其講話的口音是和他人有差別的，這種種的口音，對皮特肯語的發音與用法造成了影響。顯然皮特肯語的單詞與片語和喬迪方言(Geordie)以及西郡方言(West Country dialects)是有關聯的。像例如whettles這意為「食物」的字，便是源自英語victuals這個字的。
許多在其他英語使用區不常見的用法，可見於皮特肯語。這些較特別的表達法包含了源自大航海時代英國海上文化的辭彙。基督復臨安息日會和钦定版圣经對其亦有相當程度的影響。
皮特凱恩的島民在十九世紀時曾徙居諾福克島，之後又有些人返回皮特凱恩群島居住，現今多數皮特肯語的使用者都是這些回流者的後代。當時徙居的人當中，許多人依舊居住在諾福克島上。皮特肯語和諾福克語彼此可互通，故有時這兩種語言被認為是同一種語言。

## 常用片語
| 皮特肯語                 | 英語                                    | 漢語對照         |
| ------------------------ | --------------------------------------- | ---------------- |
| Whata way ye?            | How are you?                            | 你好嗎？         |
| About ye gwen?           | Where are you going?                    | 你要去哪裡？     |
| You gwen whihi up suppa? | Are you going to cook supper?           | 你要去做晚餐嗎？ |
| I nor believe.           | I don't think so.                       | 我不這麼認為     |
| Ye like-a sum whettles?  | Would you like some food?               | 你要一些吃的嗎？ |
| Do' mine.                | It doesn't matter.                      | 這沒關係的。     |
| Wa sing yourley doing?   | What are you doing? What are you up to? | 你在做什麼？     |
| I se gwen ah big shep.   | I'm going to the ship.                  | 我要去船那裡。   |
| Humuch shep corl ya?     | How often do ships come here?           | 船多久來一次？   |
| Cooshoo!                 | Good!                                   | 很好！           |

应當注意的是，皮特肯語沒有標準化的拼寫法。

## 皮特肯語文學
有人以皮特肯語寫詩。其中梅拉爾妲·華倫的詩尤其引人注目。

## 外部連結
- Pitkern Language